# Kim Chan-mi
Lim Do-hwa (hangeul : 임도화), née Kim Chan-mi (hangeul : 김찬미), le 19 juin 1996, est une chanteuse et actrice sud-coréenne. Elle est surtout connue pour être la danseuse principale du girl group sud-coréen AOA signé sous FNC Entertainment.

## Biographie

### Jeunesse
Chanmi est née le 19 juin 1996 à Gumi en Corée du Sud. Elle a rejoint une école de danse à un jeune âge et a performé dans les rues de Gumi. Elle et ses trois frères et sœurs ont été élevés par sa mère après le divorce de ses parents lorsqu'elle était en primaire. Sa mère dirigeait un salon de coiffure, alors Chanmi a décidé de devenir idole pour soutenir financièrement sa mère. Elle a été recrutée par FNC Entertainment et est devenue stagiaire chez eux pendant le collège.

### Carrière

#### AOA
Le 30 juillet 2012, Chanmi a fait ses débuts en tant que membre d'AOA au M! Countdown avec leur premier album single, Angels' Story, et sa chanson-titre "Elvis". AOA a sorti quatre EPs et dix singles au total.
Chanmi fait également partie du sous-groupe AOA Cream avec Yuna et Hyejeong. Le sous-groupe a sorti leur premier teaser le 1er février 2016. Le vidéoclip pour leur chanson-titre "I'm Jelly Baby" est sorti le 4 février 2016. AOA Cream a sorti sa chanson-titre ainsi que son vidéoclip le 12 février 2016.

#### Carrière solo
Chanmi a participé à beaucoup de compétitions et a été reconnue pour son talent en danse et en fitness. Elle a atteint le round final d'Idol Dance Battle D-Style sur MBC Music en 2014, et a fait une danse solo et une danse à plusieurs au DMC Festival de MBC en 2015,. Elle a aussi participé au Muscle Queen Project de KBS en 2016.
La chanteuse a fait ses débuts en tant qu'actrice avec son premier rôle principal dans le web drama What's Up With These Kids? en incarnant Geum Hye Ra. Elle joue aux côtés des membres de VIXX N et Hongbin. Le drama a été diffusé pour la première fois le 16 novembre.

## Filmographie

### Dramas
| Année | Titre                      | Rôle                       | Notes         |
| ----- | -------------------------- | -------------------------- | ------------- |
| 2016  | Click Your Heart           | Caméo en tant qu'elle-même | Web drama     |
| 2016  | Entertainer                | Caméo en tant qu'elle-même |               |
| 2016  | What’s Up With These Kids? | Geum Hye-ra                | Web drama     |
| 2016  | Click Your Heart           | Elle-même                  | Fan de Rowoon |

### Télé-réalité
| Année | Chaîne      | Titre              | Membre(s) | Notes                             |
| ----- | ----------- | ------------------ | --------- | --------------------------------- |
| 2013  | tvN         | Cheongdam-dong 111 | Toutes    | Télé-réalité de FNC Entertainment |
| 2015  | Naver       | Open-up! AOA       | Toutes    | Télé-réalité d'AOA                |
| 2015  | MBC Every 1 | AOA – One Fine Day | Toutes    | Télé-réalité d'AOA                |
| 2016  | OnStyle     | Channel AOA        | Toutes    | Télé-réalité d'AOA                |

### Emissions de variété
| Année | Titre                     | Rôle         | Chaîne      | Notes                                |
| ----- | ------------------------- | ------------ | ----------- | ------------------------------------ |
| 2014  | Idol Dance Battle D-Style | Participante | MBC Music   |                                      |
| 2014  | Weekly Idol               | Invitée      | MBC Every 1 | Ep. 154 avec AOA                     |
| 2014  | A Song For You 3          | Invitée      | KBS         | Ep. 5 avec AOA                       |
| 2015  | Weekly Idol               | Invitée      | MBC Every 1 | Ep. 204 avec AOA                     |
| 2015  | A Song For You 4          | Invitée      | KBS         | Ep. 2 avec AOA                       |
| 2015  | A Song For You 4          | Invitée      | KBS         | Ep. 20 avec AOA                      |
| 2016  | Muscle Queen              | Participante | KBS         |                                      |
| 2016  | Weekly Idol               | Invitée      | MBC Every 1 | Ep. 239 avec les membres d'AOA Cream |
| 2016  | Weekly Idol               | Invitée      | MBC Every 1 | Ep. 251 avec AOA                     |
| 2016  | Hello Counselor           | Invitée      | KBS         | avec Hyejeong                        |
| 2016  | Happy Together            | Invitée      | KBS         | Ep. 450 avec Seolhyun                |